# Иконоборческое восстание

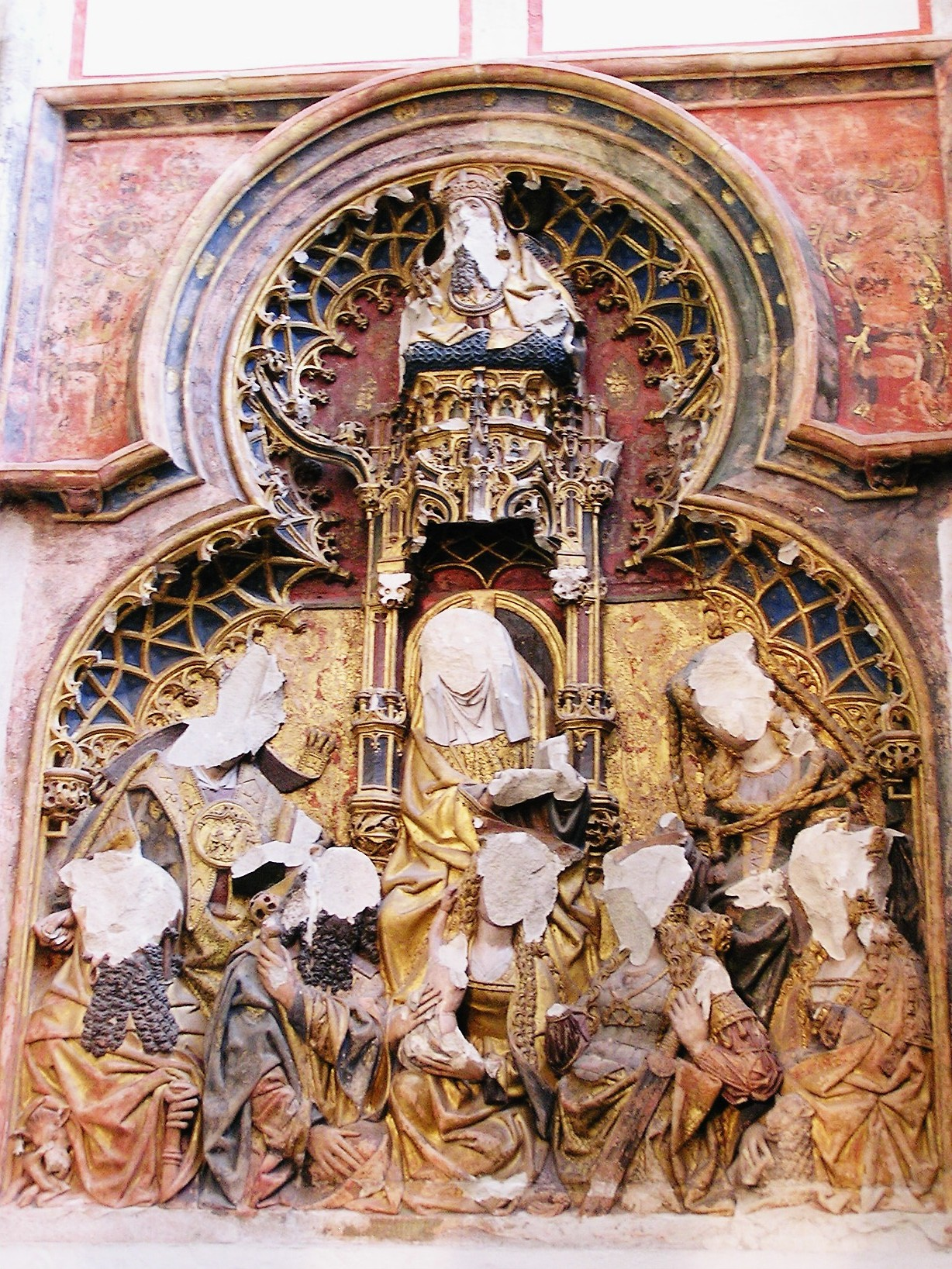
Кафедральный собор Утрехта. Скульптуры святых, разрушенные в ходе иконоборческого восстания 1566 года в Нидерландах.

Иконоборческое восстание (нидерл. Beeldenstorm) — массовые антикатолические беспорядки, прокатившиеся по ряду районов Фландрии в августе 1566 года. Послужили прологом Восьмидесятилетней войны. 
22 августа беспорядки и волнения охватили Антверпен. Однако в Люксембурге и Артуа были сформированы отряды ополченцев, которые выступили против погромов. В ходе восстания ущерб был нанесён 5500 церквям и монастырям. 
После того как штатгальтер Маргарита Пармская заявила 25 августа о приостановлении действия инквизиции и легализации кальвинизма, восстание пошло на убыль. Однако последовавшая в следующем году карательная экспедиция герцога Альбы вновь всколыхнула страну.